# František Adámek (voják)
Vojín (svobodník in memoriam) František Adámek (20. srpna 1919 Leština - 21. listopadu 1941 Tobruk) byl československý voják, bojovník od Tobruku.

## Život
František Adámek se narodil v Leštině na území okresu Šumperk. Vyučil se zedníkem. 8. srpna 1939 přešel do Polska, kde byl 10. srpna pod číslem 1476 zařazen jako vojenský dobrovolník do formující se Československé zahraniční vojenské skupiny a ubytován v Bronowicích u Krakova. Po vypuknutí druhé světové války bojoval proti Německu jako příslušník České a slovenské legie, později známé jako Polský legion. Spolu s dalšími byl 18. září 1939 zajat Rudou armádou na západní Ukrajině. Jednotka pod velením pplk. Ludvíka Svobody zůstala celistvá a dokonce prodělávala omezený výcvik coby Východní skupina československé armády. 11. března 1941 spolu s dalšími dorazil František Adámek na střední východ, přešel pod britské velení a 20. března byl v Haifě odveden. 2. dubna se stal příslušníkem jednotky nazývané Československý pěší prapor 11 - Východní. Po výcviku na území dnešního Izraele a strážní službě v Alexandrii prapor v květnu 1941 zaujal postavení u Marsa Matrúh na tehdy stabilizované britsko-italské frontě. V tomto období byl František Adámek převelen od výcvikové roty k bojové 4. pěší rotě. Mezi červnem a říjnem 1941 byl prapor na krátko převelen do Sýrie, kde po napadení Sovětského svazu Německem sílily obavy z činnosti vichistických a případně i německých vojsk. Po návratu do Egypta byl prapor za pomoci torpédoborců přeplaven do obleženého Tobruku, kde byl přičleněn k polské Samostatné brigádě karpatských střelců. Prapor byl nasazen k obranným úkolům u silnice na Dernu, František Adámek se čtvrtou rotou pak na pravém křídle. 21. listopadu 1941 prováděli polští a českoslovenští vojáci výpad v rámci operace Crusader. František Adámek byl zasažen do hlavy obrannou palbou Italů ve svém kulometném postavení, vinou čehož na místě vykrvácel. Hned následující den byl pohřben a na zdejším válečném hřbitově spočívá dodnes. Stal se druhým Čechoslovákem padlým u Tobruku. Jeho portrét je námětem československých poštovních námek vydaných v roce 1945 v Londýně.

## Vyznamenání
Podle publikace Vojenské osobnosti československého odboje 1939–1945
- Československý válečný kříž 1939 in memoriam (1942)
- Africa Star in memoriam (1944)
- Čs. vojenská medaile Za zásluhy I. st. in memoriam (1947)